# Scott Vernon
Scott Vernon (* 13. Dezember 1983 in Manchester) ist ein ehemaliger englischer Fußballspieler.

## Karriere
Scott Vernon begann seine Karriere im Jahr 2002 beim damaligen Drittligisten Oldham Athletic aus der Heimatregion Greater Manchester. Für den Verein spielte der Stürmer drei Spielzeiten lang und konnte in 74 Ligaspielen 20 Tore erzielen, wovon ihm 12 Tore in der Saison 2003/04 gelangen.
Von September bis Oktober 2004 spielte Vernon Leihweise beim FC Blackpool und traf dort in vier Einsätzen dreimal. Im Sommer 2005 unterschrieb er einen langfristigen Vertrag bei den Seasiders aus Blackpool. Nachdem er in der ersten Halbserie, der Saison 2005/06 meist als Einwechselspieler zum Einsatz kam, wurde Vernon im März 2006 bis zum Saisonende an den Ligakonkurrenten Colchester United verliehen, mit dem er Vizemeister wurde. Nach seiner Rückkehr nach Blackpool avancierte er unter Simon Grayson zum Stammspieler.
Bereits im ersten Jahr gelang der Aufstieg in die Championship, nachdem sich das Team im Wembley-Stadion gegen Yeovil Town in den Play-offs der Football League One 2006/07 durchgesetzt hatte. Im Januar 2008 wechselte Vernon für 100.000 £ zu Colchester United. Im Jahr 2009 und 2010 wurde er insgesamt dreimal verliehen, zunächst von März bis Mai 2006 zu Northampton Town sowie von Oktober bis November desselben Jahres zum FC Gillingham gefolgt von Southend United im Jahr 2010.
Im Juli 2010 wechselte Vernon zum schottischen Erstligisten FC Aberdeen. Gleich in seinem ersten Ligaspiel für den neuen Verein erzielte er gleichzeitig auch sein Debüttor in der Partie gegen Dundee United. Bis zum Ende der Spielzeit traf er insgesamt neunmal in der Scottish Premier League. In der Saison darauf sogar elfmal.
Mit den Schotten gewann Vernon in seiner letzten Spielzeit das Ligapokalfinale 2014 gegen Inverness Caledonian Thistle im Elfmeterschießen, in dem der englische Angreifer erfolgreich war. Wenige Monate später unterschrieb Vernon einen Vertrag bei Shrewsbury Town in der EFL League One. Dort blieb er zwei Spielzeiten und schloss sich dann Viertligist Grimsby Town an. Von 2018 bis zu seinem Karriereende 2022 war der mittlerweile 38-jährige noch für den Amateurverein Cleethorpes Town aktiv.

## Erfolge
- Schottischer Ligapokalsieger: 2014